# SEAT 124
De SEAT 124 is een door de Spaanse autofabrikant SEAT van begin 1968 tot het najaar van 1980 geproduceerde personenauto in de middenklasse. Het gaat daarbij, net als bij de Lada 1200, om een licentie bouw van de Fiat 124.

## Geschiedenis
Naast de vierdeurs sedan was er nog een vijfdeurs stationwagen, die in Spanje Seat 124 5 puertas heette. Beide modellen kwamen tot op details overeen met hun twee jaar eerder verschenen Italiaanse voorbeeldmodellen. De enige motor was lange tijd een viercilindermotor met een cilinderinhoud van 1197 cc, die 44 kW (60 pk) leverde.
In het najaar van 1972 verschenen de opvolgende varianten SEAT 124 D Sedan en SEAT 124 D 5 puertas. De motor was ongewijzigd, de voor- en achterkant waren iets veranderd. Deze types werden acht jaar lang vervaardigd.
Vanaf eind 1976 bood de SEAT 124 D Especial 1800 (alleen als sedan) aan, voorzien van een nieuwe motor met 1756 cc en 87 kW (118 pk). In het laatste productiejaar in 1980 was er de SEAT 124 D Especial 2000 met opnieuw vergrote motor (1920 cc, 84 kW / 114 pk). Beide voertuigen brachten het tot een topsnelheid van 175 km/u respectievelijk 180 km/u.
Parallel aan de Italiaanse types, was er vanaf het voorjaar van 1970 een SEAT 124 Sport Coupé. Net als het origineel van Fiat had deze een viercilinder lijnmotor met 1608 cc en 81 kW (110 pk). De topsnelheid was 180 km/u. Na drie jaar kwam er - zowel in Italië als in Spanje - een grotere motor die overeenkwam met de SEAT 124 D Especial 1800.
Begin 1976 werd de productie van de coupé stopgezet. Een Spider zoals bij de Fiat-tegenhanger was bij niet leverbaar.

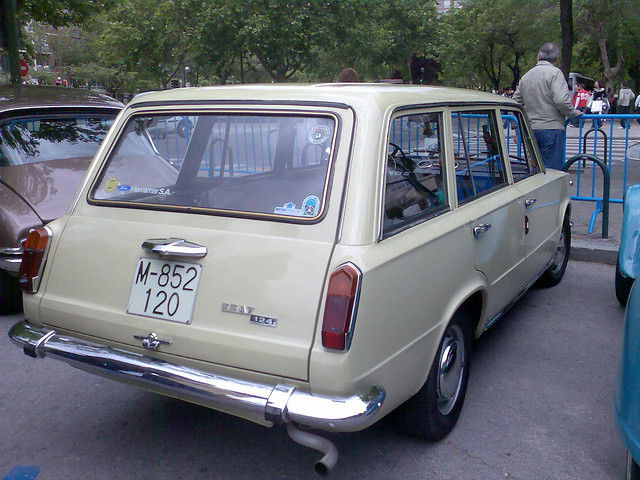
SEAT 124 5 Puertas
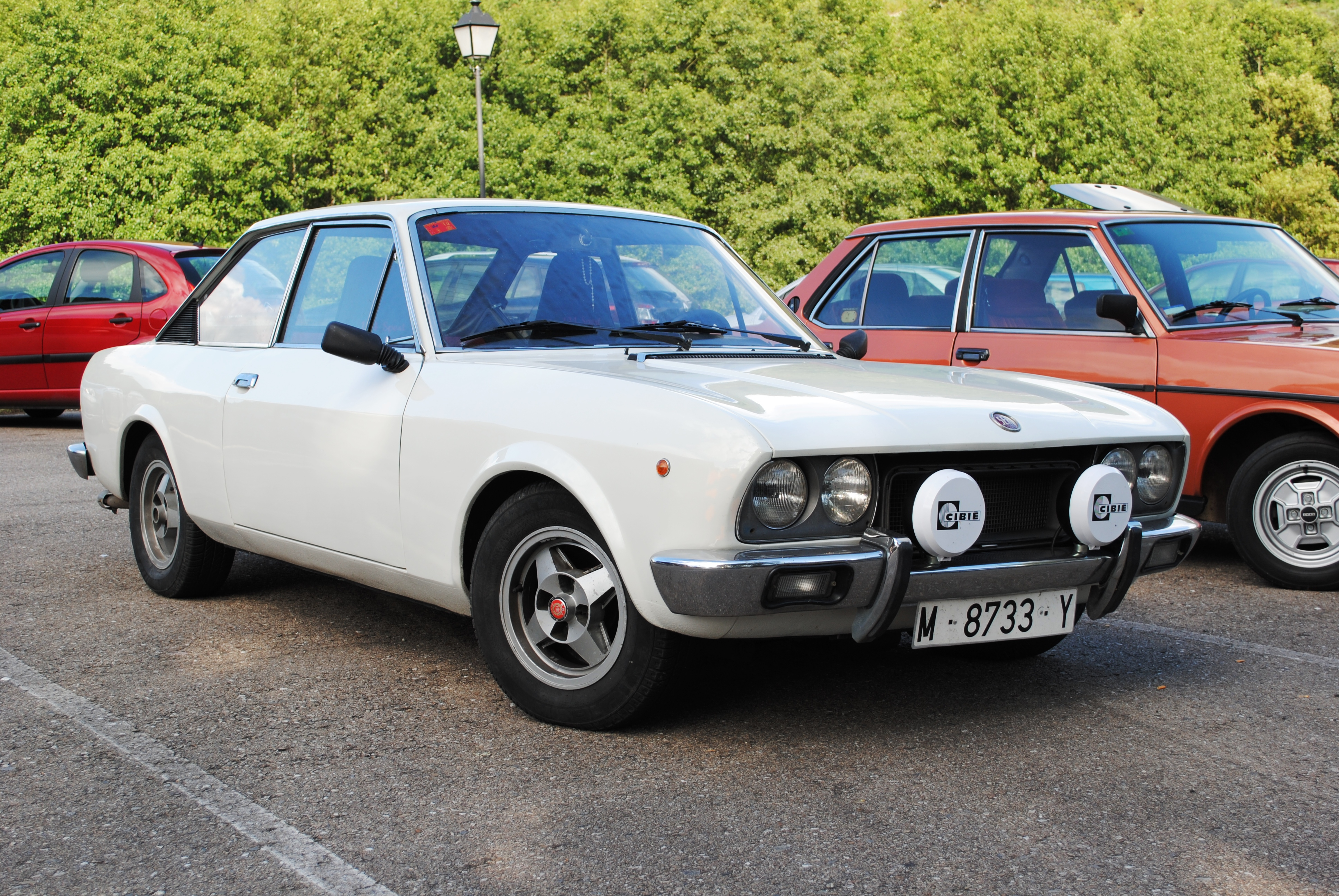
SEAT 124 Sport Coupé
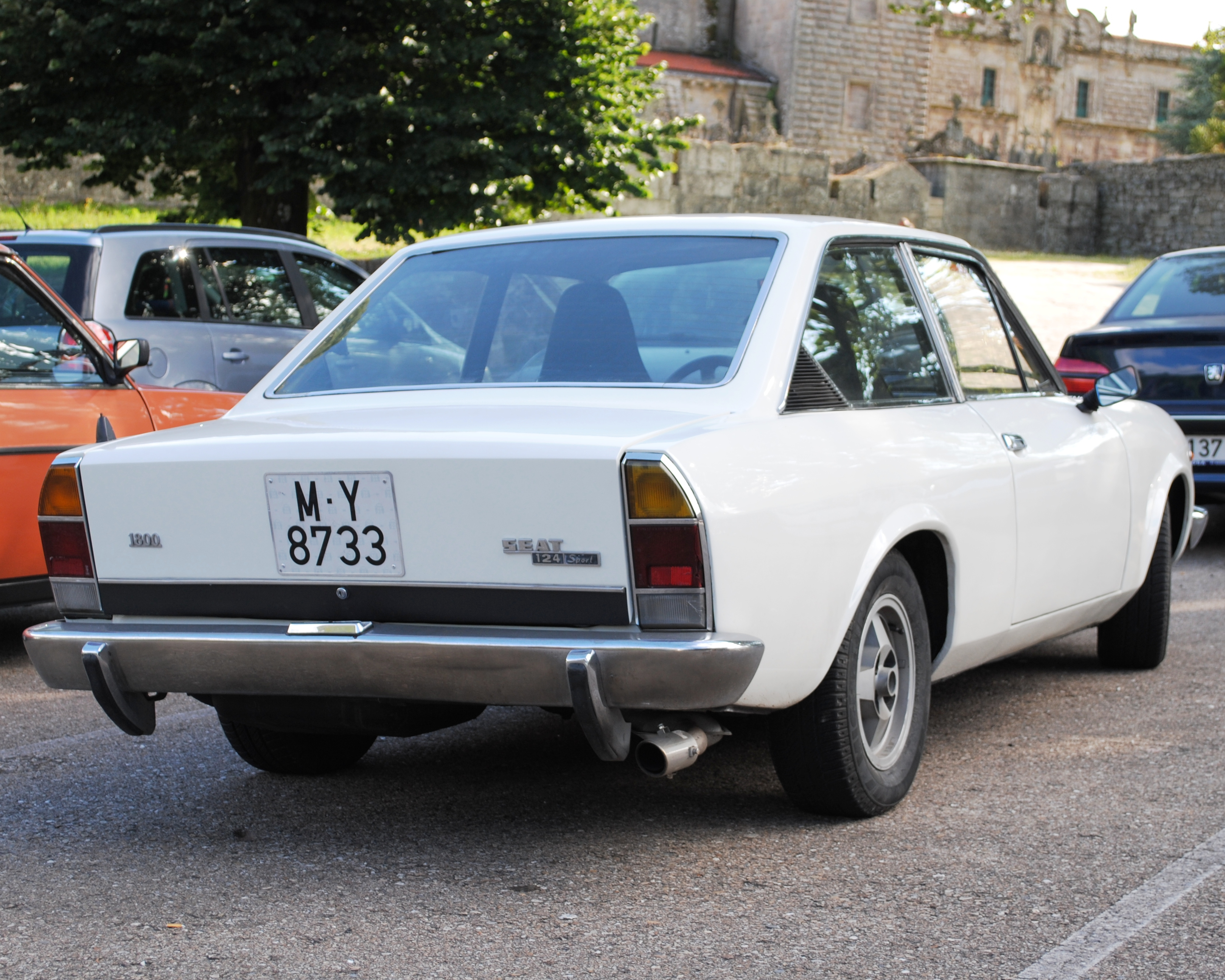
SEAT 124 Sport Coupé 1800
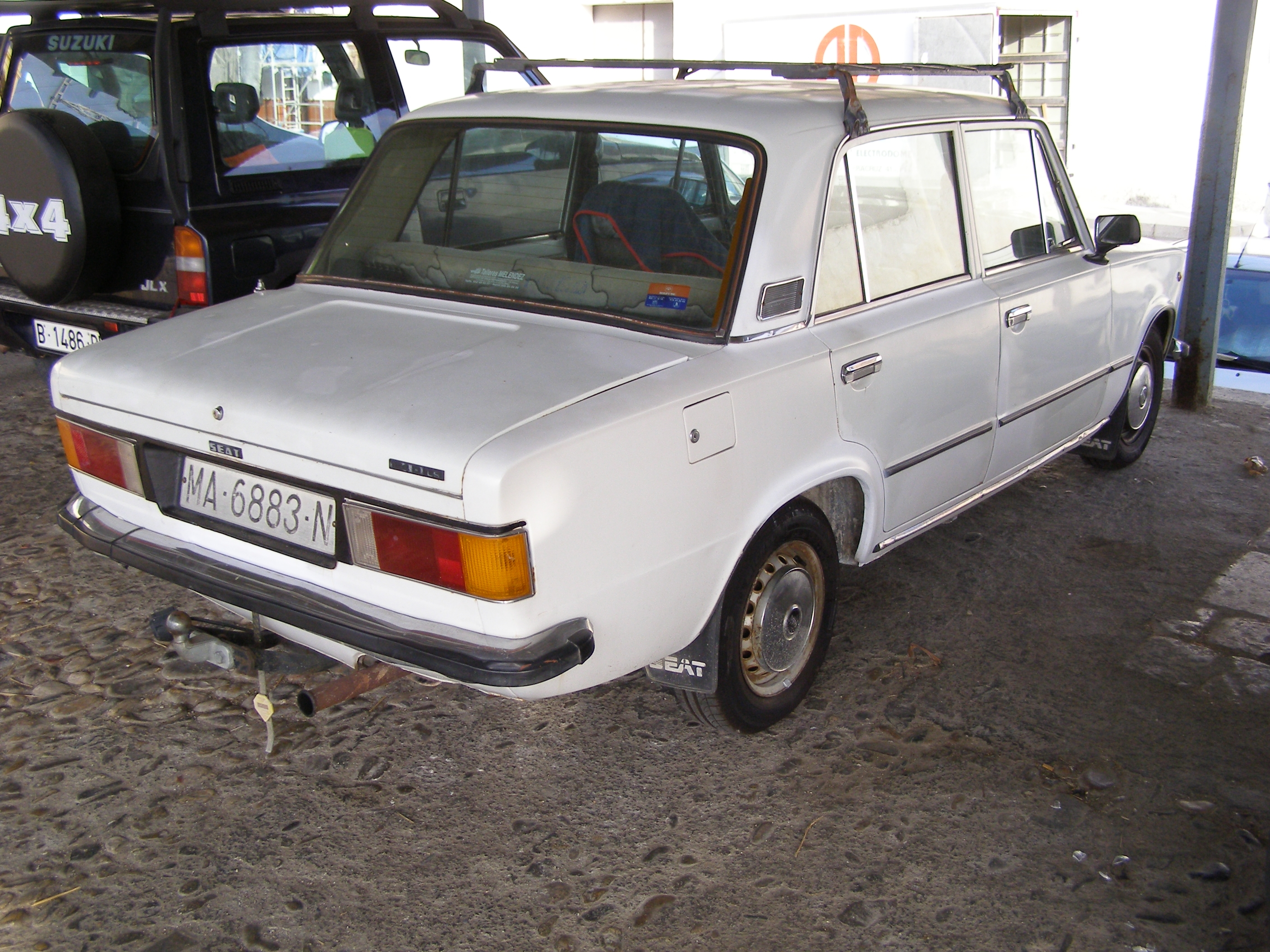
SEAT 124 D

## Opvolger
Toen in oktober 1980 de productie van de sedan en stationwagen werd stopgezet, was het met 900.000 exemplaren (berekend samen met de bijna identieke SEAT 1430) het tot dan toe meest succesvolle model van het merk. Al in 1979 werd de SEAT Ritmo geïntroduceerd als opvolger.
Huidige modellen:
Ibiza · 
Arona ·
Leon ·  
Ateca ·
Tarraco
Oudere modellen:
600 · 
850 · 
1200 · 
1400 · 
1430 · 
1500 · 
124 · 
127 · 
128 · 
131 · 
132 · 
133 · 
Ritmo · 
Ronda · 
Fura · 
Málaga · 
Panda · 
Marbella · 
Terra · 
Inca · 
Arosa · 
Córdoba · 
Toledo · 
Altea (XL) · 
Exeo · 
Alhambra ·
Mii